# Bewar
Bewar là một thị xã và là một nagar panchayat của quận Mainpuri thuộc bang Uttar Pradesh, Ấn Độ.

## Địa lý
Bewar có vị trí 25°45′B 79°56′Đ / 25,75°B 79,93°Đ Nó có độ cao trung bình là 127 mét (416 foot).

## Nhân khẩu
Theo điều tra dân số năm 2001 của Ấn Độ, Bewar có dân số 21.058 người. Phái nam chiếm 53% tổng số dân và phái nữ chiếm 47%. Bewar có tỷ lệ 66% biết đọc biết viết, cao hơn tỷ lệ trung bình toàn quốc là 59,5%: tỷ lệ cho phái nam là 71%, và tỷ lệ cho phái nữ là 60%. Tại Bewar, 16% dân số nhỏ hơn 6 tuổi.